# 伊万茨
伊万茨，是匈牙利沃什州所辖的一个村，总面积17.14平方公里，总人口694，人口密度40.5人/平方公里（2010年1月1日）。